# Johannes Adolph Ibach

Johann Adolphus Ibach

Johannes Adolph Ibach (* 17. Oktober 1766 in Lüttringhausen; † 14. September 1848 in Barmen) war ein deutscher Klavierbauer.
Ibach gründete 1794 in Beyenburg eine Klavierbauwerkstätte, aus der später die Ibach GmbH hervorging. Nach dem Bau eines ersten Tafelklaviers und der Restaurierung der Orgel des Kreuzherrenklosters von Beyenburg baute er sich im Jahr 1800 in Rittershausen eine eigene Werkstatt auf. 1806 verlegte er sein Geschäft nach Wupperfeld und schließlich 1817 nach Unterbarmen, wo er ein Wohn- und Fabrikgebäude errichten ließ. Im Alter von 73 Jahren übergab er die Fabrik an seine Söhne Carl Rudolf und Richard.
| Personendaten    | Personendaten          |
| ---------------- | ---------------------- |
| NAME             | Ibach, Johannes Adolph |
| KURZBESCHREIBUNG | deutscher Klavierbauer |
| GEBURTSDATUM     | 17. Oktober 1766       |
| GEBURTSORT       | Lüttringhausen         |
| STERBEDATUM      | 14. September 1848     |
| STERBEORT        | Barmen                 |